# Helvetistä itään
Helvetistä itään è il quinto album della band heavy metal finlandese Kotiteollisuus, prima nota come Hullu ukko ja kotiteollisuus.

## Tracce
1. Helvetistä itään – 4:47
2. Veri valuu maahan – 3:40
3. Kuningas mammona – 4:59
4. Minä olen – 4:49
5. Tämän taivaan alla – 5:13
6. Viittä vaille vainaa – 2:59
7. Tuonen joutsen – 6:06
8. Kaksonen – 5:51
9. Raudanlujat – 4:33
10. Yö päivää keinuttaa – 6:00

## Formazione
- Jouni Hynynen - voce, chitarra
- Janne Hongisto - basso, voce (sottofondo)
- Jari Sinkkonen - batteria, voce (sottofondo)